# Muurschildering van Keith Haring

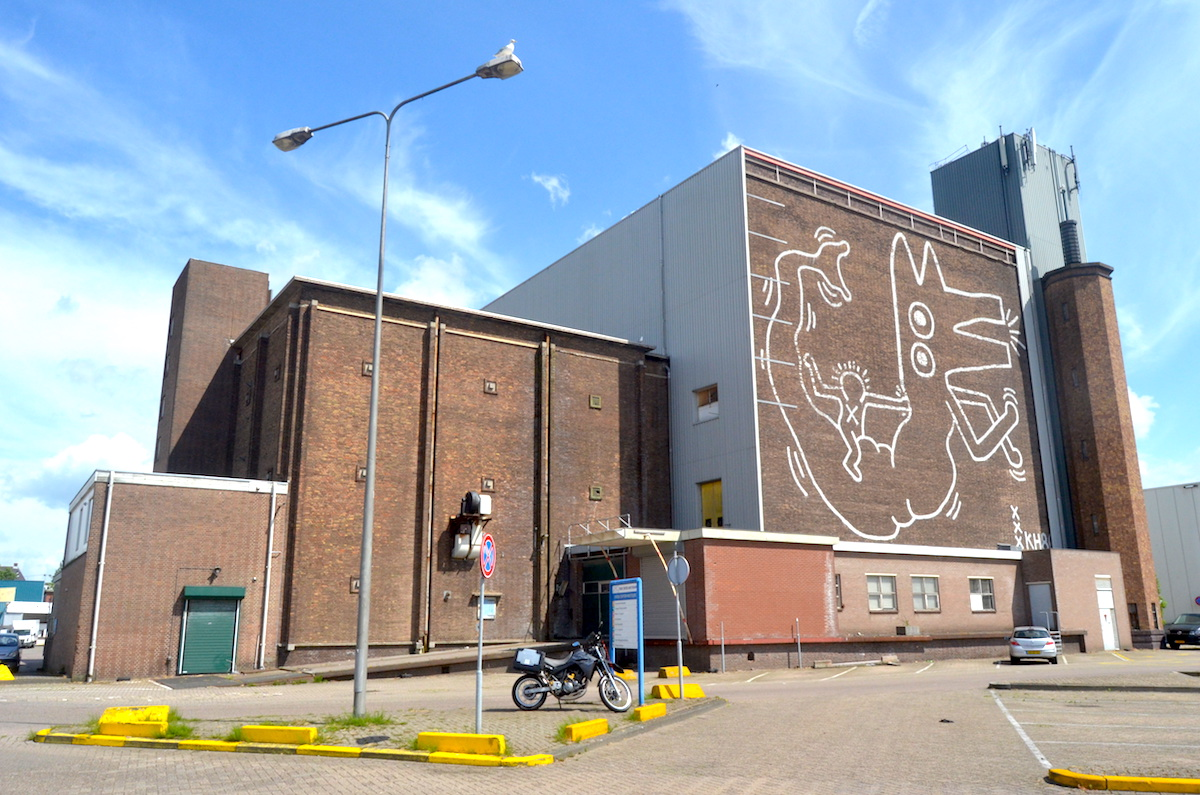
Muurschildering van Keith Haring op een gebouw van de Centrale Markthallen te Amsterdam-West; 2019.

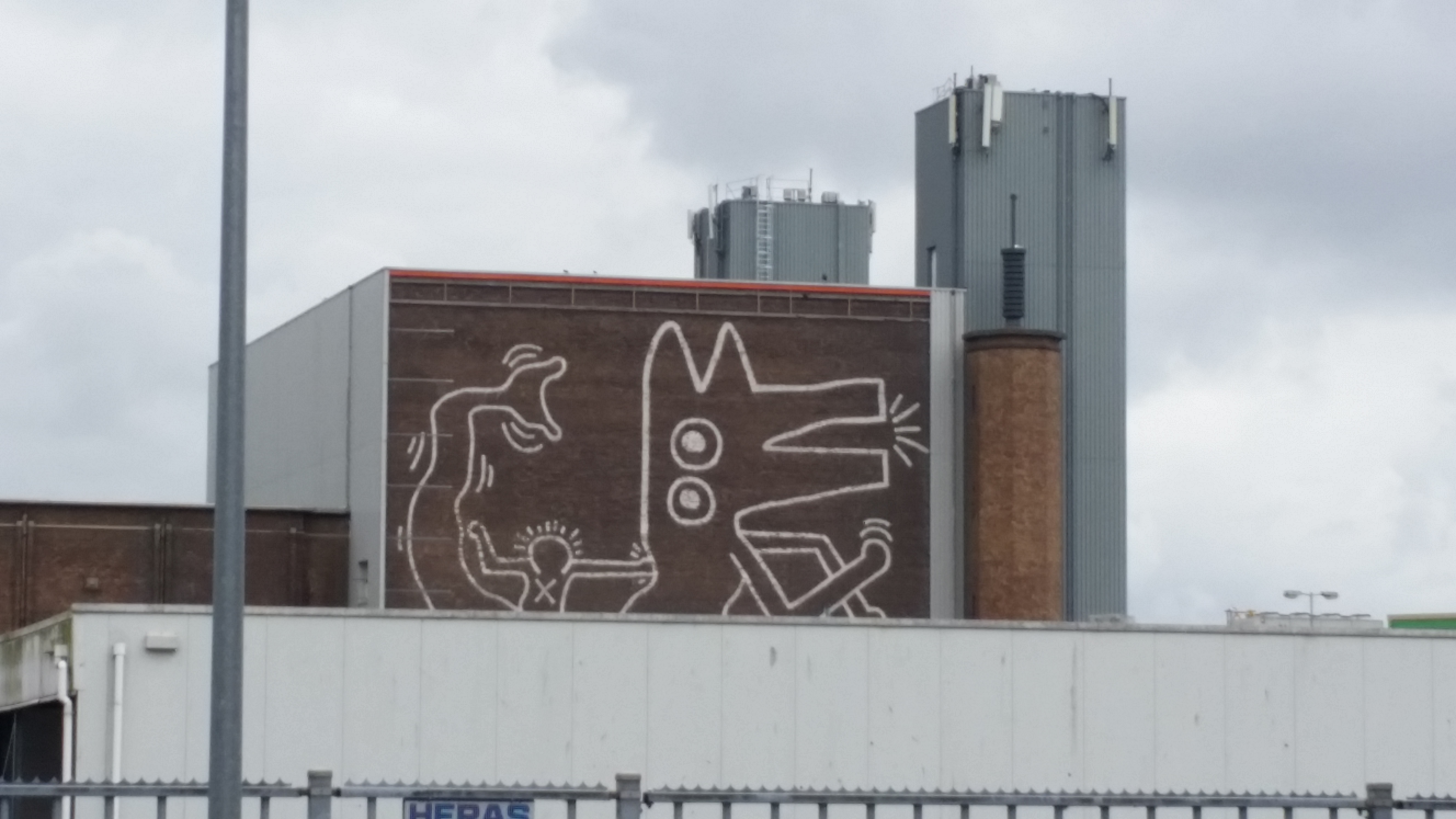
Muurschildering van Keith Haring gezien vanaf de Willem de Zwijgerlaan; juni 2018.

De Muurschildering van Keith Haring is een kunstwerk van Keith Haring in Amsterdam-West.
Haring bracht de muurschildering in 1986 aan op een depot van het Stedelijk Museum, gelegen op het terrein van de Centrale Markthallen. Hij verbleef op dat moment in Amsterdam voor een solotentoonstelling in voornoemd museum. De voorstelling laat een fabelachtig dier zien met een soort vissenstaart. Dit dier wordt bereden door een persoon, die een andreaskruis op de borst heeft. Het kunstwerk meet 12 bij 15 meter en is een van de weinige bewaard gebleven muurschilderingen van de kunstenaar, en tevens een van de grootste van zijn hand in de openbare ruimte in Europa. Rechts onder de muurschildering is de handtekening van de kunstenaar te zien, samen met de drie andreaskruisen uit het wapen van Amsterdam.

## Geschiedenis
Omdat het gebouw te lijden had van vocht werd de gevel omstreeks 1988 voorzien van een uitpandig aangebrachte aluminium isolatie-beschermwand, waardoor het kunstwerk aan het zicht werd onttrokken. Het werk bleef eigenlijk alleen bewaard in de hoofden van omwonenden en enkele kunstenaars. In de jaren na 2010 werden plannen gemaakt voor de herontwikkeling van het terrein van de Centrale Markthallen.
De kunstenares Mick La Rock begon in 2014 een lobby om de muurschildering weer zichtbaar te maken. Het bouwconsortium dat het terrein herontwikkelde wilde wel meewerken aan behoud van de muurschildering, en na een lobby door de Keith Haring Foundation en het Stedelijk Museum werd de gevelbeplating verwijderd waardoor het kunstwerk sinds 20 juni 2018 weer zichtbaar was. Vanaf de openbare weg is het kunstwerk is slechts gedeeltelijk te zien vanaf een parkeerplaats aan de Willem de Zwijgerlaan ter hoogte van de Karel Doormanstraat.
Vanwege mogelijke sloop van het betreffende gebouw werd eerst nog gekeken of de muur met kunstwerk te verplaatsen was naar het Museumplein, maar dat bleek onhaalbaar. Om het kunstwerk niet verloren te laten gaan werd vervolgens gezocht naar een herbestemming van het gebouw.
De muurschildering bleek zich in 2018 in matige staat te bevinden, en restauratie was volgens de Keith Haring Foundation dringend noodzakelijk. In 2019 was het geld daarvoor bijeengebracht, de restauratie vond plaats in 2020.